# Robert Hustin
Robert Hustin (13 oktober 1886 - plaats en datum van overlijden onbekend) was een Belgisch voetballer die speelde als doelman. Hij voetbalde in Eerste klasse bij Racing Club Brussel en speelde 10 interlandwedstrijden met het Belgisch voetbalelftal.

## Loopbaan
Hustin debuteerde in 1903 als doelman in het eerste elftal van Racing Club Brussel en verwierf er al spoedig een basisplaats. Met de ploeg werd Hustin driemaal tweede (1904, 1905 en 1907) alvorens in 1908 landskampioen te worden.
Hustin was sinds 1905 eveneens de vaste doelman in het Belgisch voetbalelftal en werd voor elke wedstrijd geselecteerd tot in 1908. Op 12 april 1908 was hij eveneens geselecteerd voor de uitwedstrijd in Frankrijk maar hij kreeg geen vrijaf van zijn werkgever. Daarom werd Henri Leroy, de invallersdoelman bij Racing, opgeroepen om Hustin te vervangen. De wedstrijd werd met 2-1 gewonnen en Leroy speelde een sterke wedstrijd. De volgende interland stond Hustin terug in het doel maar België verloor deze wedstrijd met 2-8 waardoor Hustin zijn basisplaats in de nationale ploeg definitief verloor aan Leroy. Hustin speelde in totaal 10 wedstrijden voor de nationale ploeg.
Dit zorgde voor spanningen bij Racing Brussel waar Hustin nog steeds de eerste doelman was. Leroy vertrok daarop naar Union Sint-Gillis. Hustin bleef nog tot 1910 doelman bij Racing Club Brussel en zette toen een punt achter zijn spelersloopbaan op het hoogste niveau. In totaal speelde hij 70 wedstrijden in Eerste klasse.